# Fangschaltung
Unter einer Fangschaltung versteht man die Identifizierung anonymer Anrufer mittels eines besonderen vermittlungstechnischen Leistungsmerkmals. Im Zuge der vollständigen Digitalisierung des Telefonnetzes ist der Begriff jedoch heute überholt und wird deswegen in Fachkreisen für bestehende Telefonnetze nicht mehr verwendet. Man spricht hier vom Leistungsmerkmal Malicious Call Identification (MCID) oder auch dem Identifizieren böswilliger Anrufer. Die heutige Wirkungsweise der Identifizierung unterscheidet sich wesentlich von der älteren Technik der Fangschaltung, früher auch als Fangen bekannt.

## Geschichte

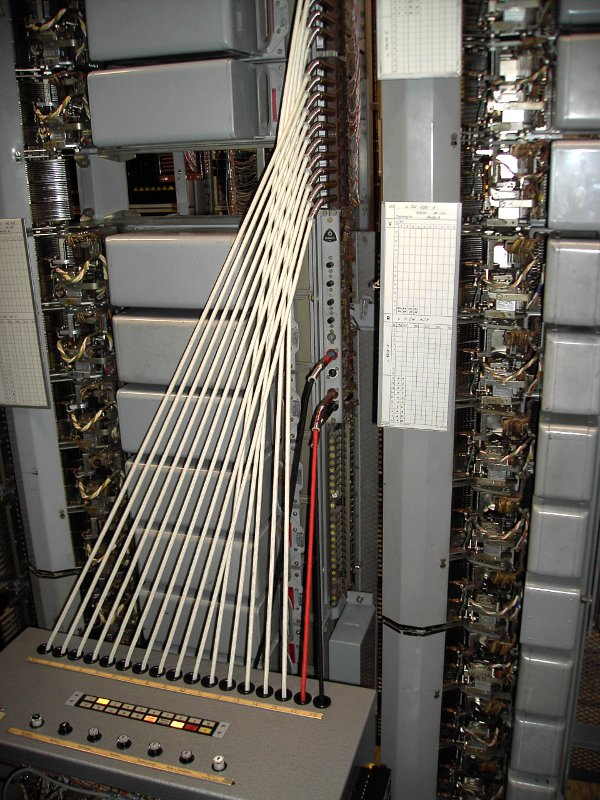
Fangschaltung am Leitungswähler bis in die 1970er Jahre

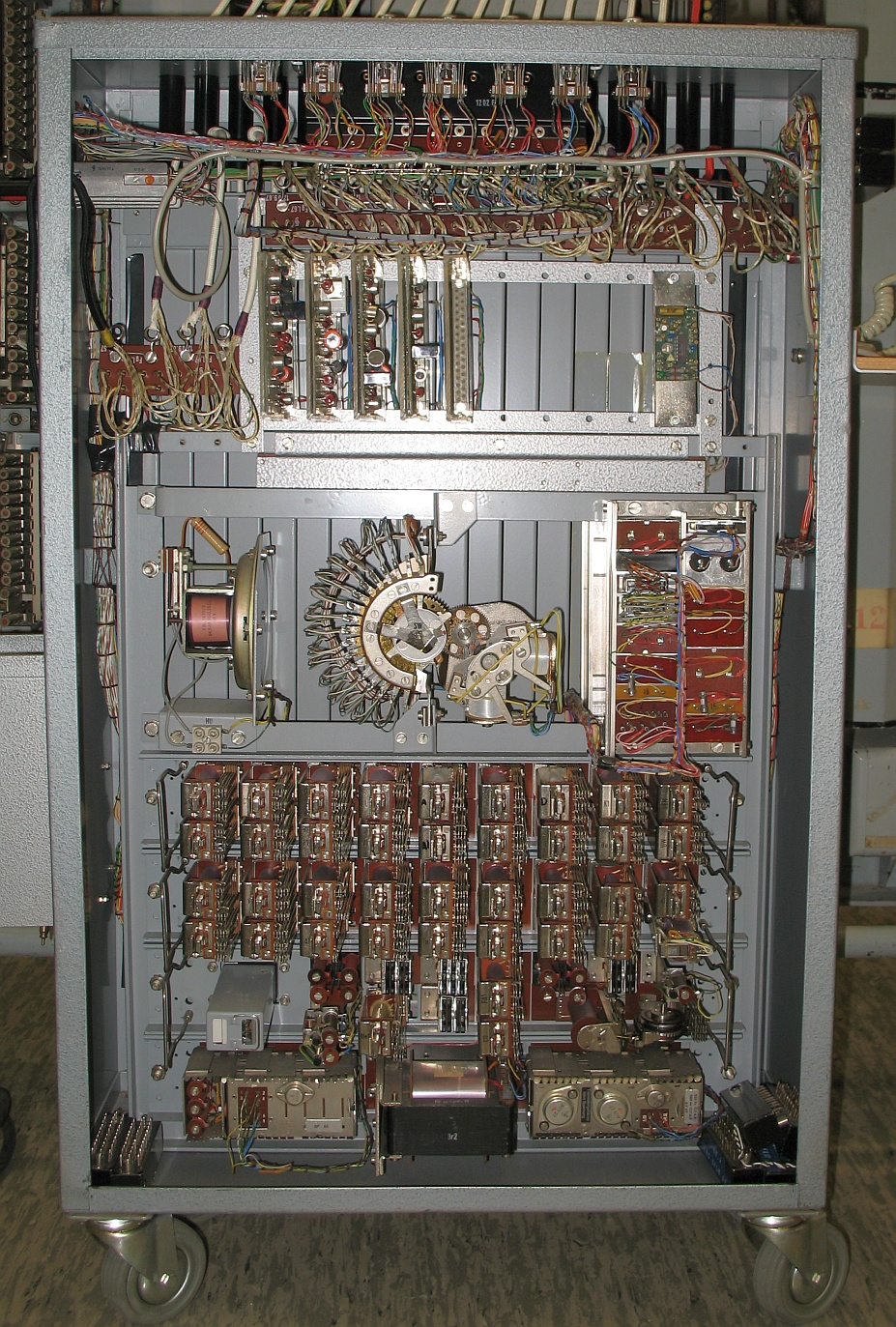
Fangschaltung zur Identifizierung eines Anrufers bis in die 1980er Jahre

### 1920er Jahre
Bereits Ende der 1920er Jahre gab es „Fangvorrichtungen in Selbstanschlußämtern“. Die Einrichtung wurde so getroffen, dass der rufende Teilnehmer die Verbindung nicht eher beenden kann, bis der gerufene Teilnehmer seinen Hörer aufgelegt hat. Außerdem erschien im Amt ein Fangalarm, worauf die Feststellung der Nummer des anrufenden Teilnehmers erfolgte.

### 1970er Jahre
In den 1970er Jahren, mit Aufkommen erster voll-elektronischer Vermittlungsanlagen, wurde die Möglichkeit der Fangschaltung nach und nach flächendeckend eingeführt. Eine Fangschaltung war eine technische Einrichtung zur Rückverfolgung eines Telefonanrufes zur Feststellung der Identität des Anrufers. Damals gab es keine technische Möglichkeit, die Rufnummer eines Anrufers zum Angerufenen zu übertragen und dort anzuzeigen. Wollte man einen anonymen Anrufer feststellen, gab es als einzige praktikable Möglichkeit die Fangschaltung.
Bei der noch älteren Technik der Selbstwähleinrichtung war eine Identifizierung böswilliger Anrufer nur innerhalb eines Ortsnetzes sinnvoll und konnte bereits durch das Wählen der eigenen Ortsnetzkennzahl umgangen werden.

### Vorgehensweise vor der Verwendung der Fangschaltung (Selbstwähleinrichtung)
- Beamte in der Vermittlungsstelle mussten am letzten Wähler (Leitungswähler) vor dem gerufenen Anschluss ablesen, auf welcher Leitung der Anruf ankam.
- Die Beamten mussten sich dann von Wählautomat zu Wählautomat rückwärts durch die Leitung arbeiten (von Gestellreihe zu Gestellreihe in der Vermittlungsstelle) bis zum Vorwähler oder Anrufsucher des anrufenden Anschlusses.
- Bei Ferngesprächen mussten sie die im Rufaufbau vorgelegene Vermittlungsstelle anrufen. Dort ging obige Vorgehensweise weiter, in Deutschland über bis zu vier Vermittlungsebenen. Falls allerdings der Anrufer frühzeitig auflegte, fiel die Selbstwähleinrichtung in ihre Grundstellung zurück. Zumindest bei Ferngesprächen war eine Lokalisierung damit fast unmöglich, weil nicht immer in sämtlichen Vermittlungsstellen entsprechendes Personal bereitstehen konnte.
- Konnte der rufende Anschluss endlich ermittelt werden, musste der Anrufer aus umfangreichen Listen in Akten über die Zuordnung zwischen Anschluss und Teilnehmer ermittelt werden. Eine schnelle und somit erfolgreiche Identifizierung eines böswilligen Anrufers war somit mehr als fraglich.

### Vorgehensweise bei der Fangschaltung (nicht mehr im Gebrauch)
- Bei bestehendem Anruf wählte der Angerufene die sogenannte Fangziffer (bei der Bundespost die 2)
- Über die aktive Leitung wurde rückwärts ein Signal – ein nicht hörbarer Ton, ähnlich dem Gebührenimpuls – übermittelt, das dem Vorwähler des anrufenden Anschlusses signalisierte, die Verbindung nicht zu beenden.
- Damit blieb auch nach dem Auflegen des Anrufers sein Anschluss unbegrenzt belegt und die Leitung durchgeschaltet, alle Wählautomaten (auch alte Selbstwähleinrichtungen) verharrten in ihrer Schaltstellung, der Anrufer war in der Leitung gefangen und konnte somit auch keine weiteren Anrufe tätigen.
- Techniker konnten dann die Leitung in aller Ruhe zurückverfolgen, auch wenn dies mehrere Stunden dauerte. Die Ermittlung des bösartigen Anrufers wurde durch die Verwendung der Fangschaltung vor allem weniger personalintensiv. Zumindest Störanrufer von Privatanschlüssen konnten so schnell identifiziert werden.

## Heutige Funktionsweise und Verwendung
Seit der Digitalisierung des Telefonnetzes (auf Netzebene in den 1980er Jahren) wird die Rufnummer eines Anrufers bis zur letzten Vermittlungsstelle übertragen. Vermittlungstechnische Leistungsmerkmale erlauben es jedoch, die Übermittlung an den Angerufenen eingeschränkt zu unterdrücken (ausgenommen hiervon sind Notrufanschlüsse der Polizei, Feuerwehr und medizinischer Notdienste, siehe auch CLIRO).
Beim heute verfügbaren vermittlungstechnischen Leistungsmerkmal Malicious Call Identification (MCID) speichert die Vermittlungsstelle die Rufnummer, Uhrzeit, Datum und Dauer eines oder aller eingehender Anrufe auch bei aktiver Rufnummernunterdrückung. Das ursprüngliche Leistungsmerkmal Fangschaltung ist in seiner eigentlichen Ausprägung (als elektronische Einrichtung in den Vermittlungsstellen) für analoge Telefonnetze im deutschsprachigen Raum nicht mehr verfügbar. Auch Dritte-Welt-Länder verfügen heute über weitgehend digitalisierte Telefonnetze, so dass die ursprüngliche Technik der Fangschaltung weltweit bald verschwunden sein dürfte.
Im heutigen digitalen Mobilfunk- und Telefonfestnetz gibt es verschiedene Ausprägungen dieses Leistungsmerkmals. Je nach Art des Tatbestandes können Klingelstörer und/oder bedrohende und bösartige Anrufer, einzelne oder alle Anrufe innerhalb einer Zeitspanne protokolliert werden.

## Gesetzliche Grundlage
Das deutsche Telekommunikationsgesetz sprach bis 2003 noch von einer Fangschaltung. Heute findet sich die gesetzliche Grundlage zur Bereitstellung und Verwendung des Leistungsmerkmals im § 14 TTDSG mit neuer Begrifflichkeit wieder (→ MCID).
Seit Ende 2007 müssen Werbeanrufer ihre Rufnummer anzeigen.
Seit ca. 1990 sind Telekommunikationsanbieter verpflichtet, für Transparenz bei der Rechnungstellung jederzeit auf Nachfrage einen Einzelverbindungsnachweis zu erstellen. Dafür müssen sie sämtliche Wählverbindungen für eine angemessene Zeit speichern. Bei Straftaten (fortgesetzte Belästigung oder Bedrohung) können solche Daten auch von den Ermittlungsbehörden zur Identifizierung anonymer Anrufer genutzt werden.

## Legenden
In Spielfilmen und Fernsehsendungen, vor allem aus dem Krimigenre, wird die Fangschaltung oft zur Erzeugung von Spannung und Dramatik eingesetzt, da dem Zuschauer vermittelt wird, dass eine gewisse Zeit (zum Beispiel 30 Sekunden) notwendig sei, um den Anrufer zu identifizieren. Tatsächlich war dies bereits mit der Verfügbarkeit der Fangschaltung Vergangenheit. Zutreffend war diese Darstellung möglicherweise in noch älteren Filmen, wie beispielsweise in den Folgen der Krimiproduktion Stahlnetz.